# Windberge
Windberge is een plaats en voormalige gemeente in de Duitse deelstaat Saksen-Anhalt, en maakt deel uit van de Landkreis Stendal.
Windberge telt 301 inwoners.

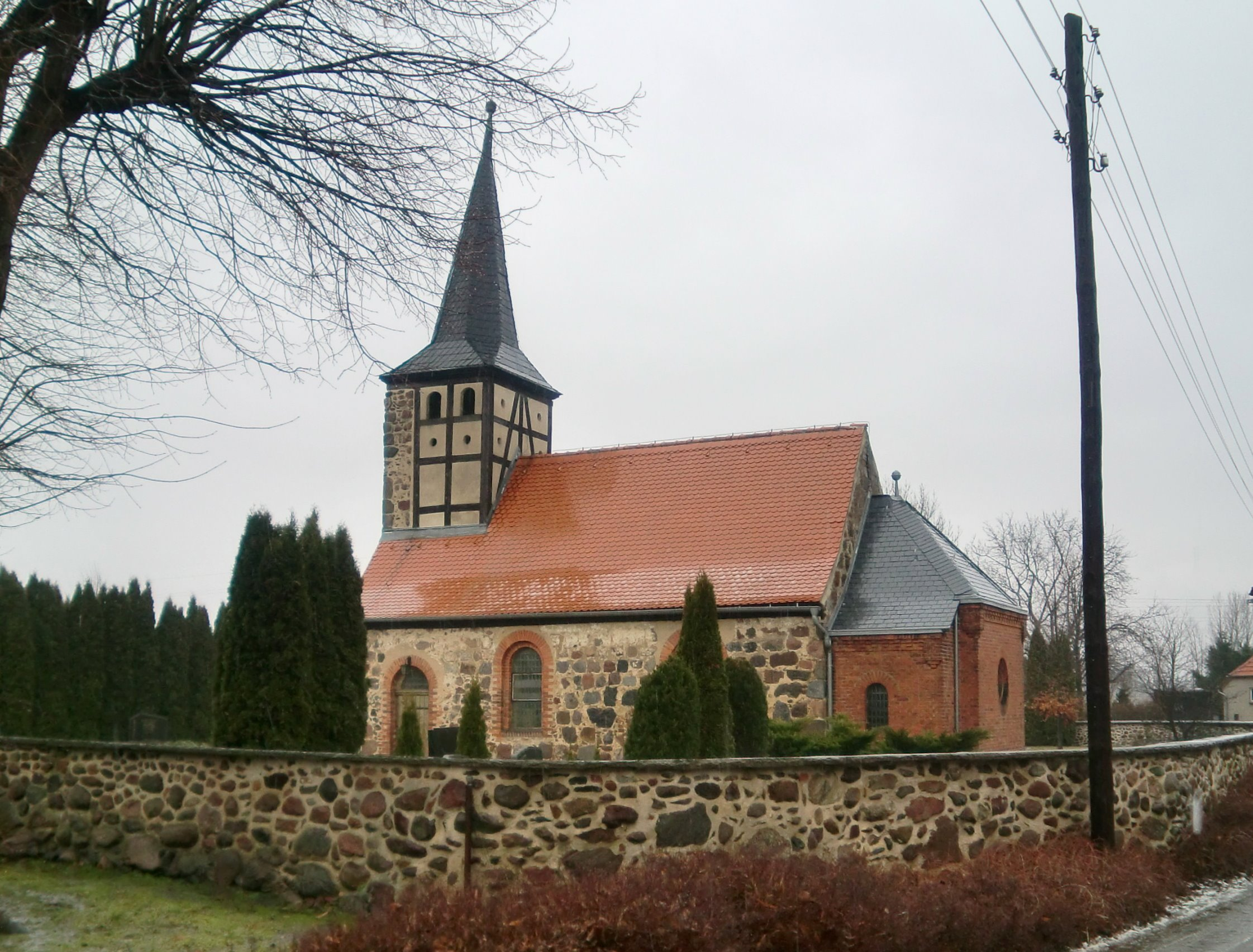
Dorpskerk

Windberge wordt voor het eerst vermeld in een oorkonde uit 1168. De kerk in het dorp stamt uit de 13e eeuw.